# Conferència de la Haia de Dret Internacional Privat
La Conferència de la Haia del Dret Internacional Privat o (COHADIP) (en anglès The Hague Conference on Private International Law), és una organització internacional amb seu a la ciutat de la Haia (Països Baixos) que té per objecte buscar l'homologació de les normes de dret internacional privat a nivell mundial, ha elaborat una trentena de convencions internacionals on una vintena estan actualment en vigència, i d'elles una gran part correspon exclusivament a conflictes de legislació, per exemple en matèries de llei aplicable a les obligacions alimentàries, als accidents de trànsit en carreteres, a la responsabilitat de fets i resultats, als règims matrimonials o sobre les successions.

## Evolució recent
La 20a sessió diplomàtica de la Conferència, que es va celebrar el 14-28 de juny de 2005 va veure a dos esdeveniments importants:
- El termini de la Conferència va ser modificat (per primera vegada en més de 50 anys) per ampliar la possibilitat d'afiliació a les organitzacions regionals d'integració econòmica com la Unió Europea;
- La Conferència va concloure i va obrir a la ratificació de la Convenció de la Haia sobre acords d'elecció, un projecte que havia estat en negociacions durant gairebé 15 anys. Els estats que apliquin el present instrument es comprometen a reconèixer i fer complir les decisions preses pels tribunals d'un altre Estat signatari si la controvèrsia es regeix per un acord vàlid d'elecció judicial celebrat entre les parts en controvèrsia.
- La Sessió Diplomàtica 21a, que es va celebrar del 5 al 23 novembre 2007 va portar a l'adopció de dos nous instruments: el Conveni de 23 de novembre de 2007 sobre el repartiment internacional d'aliments per a nens i altres membres de la família i el Protocol de 23 de novembre de 2007 sobre la llei aplicable a les obligacions alimentàries.
- Hans van Loon, Secretari General de 1996 a 2013, va ser succeït per Christophe Bernasconi l'1 de juliol de 2013.

## Membres
| Estat                  | Membre des de          |
| ---------------------- | ---------------------- |
| Albània                | 4 de juny de 2002      |
| Argentina              | 28 d'abril de 1972     |
| Austràlia              | 1 de novembre de 1973  |
| Àustria                | 15 de juliol de 1955   |
| Belarus                | 12 de juliol de 2001   |
| Bèlgica                | 15 de juliol de 1955   |
| Bosnia and Herzegovina | 7 de juny de 2001      |
| Brasil                 | 23 de febrer de 2001   |
| Bulgària               | 22 d'abril de 1999     |
| Canadà                 | 7 d'octubre de 1968    |
| Xile                   | 25 d'abril de 1986     |
| R.P. de la Xina        | 3 de juliol de 1987    |
| Costa Rica             | 27 de gener de 2011    |
| Croàcia                | 12 de juny de 1995     |
| Cyprus                 | 8 d'octubre de 1984    |
| Czech Republic         | 28 de gener de 1993    |
| Dinamarca              | 15 de juliol de 1955   |
| Ecuador                | 2 de novembre de 2007  |
| Egypt                  | 24 d'abril de 1961     |
| Estònia                | 13 de maig de 1998     |
| Unió Europea           | 3 d'abril de 2007      |
| Finlàndia              | 2 de desembre de 1955  |
| França                 | 20 d'abril de 1964     |
| Geòrgia                | 28 de maig de 2001     |
| Alemanya               | 14 de desembre de 1955 |
| Grècia                 | 26 d'agost de 1955     |
| Hongria                | 6 de gener de 1987     |
| Islàndia               | 14 de novembre de 2003 |
| Índia                  | 13 de març de 2008     |
| Irlanda                | 26 d'agost de 1955     |
| Israel                 | 24 de setembre de 1964 |
| Itàlia                 | 26 de juny de 1957     |
| Japó                   | 27 de juny de 1957     |
| Jordània               | 13 de juny de 2001     |
| Letònia                | 11 d'agost de 1992     |
| Lituània               | 23 d'octubre de 2001   |
| Luxemburg              | 2 de març de 1956      |
| Malaysia               | 2 d'octubre de 2002    |
| Malta                  | 30 de gener de 1995    |
| Macau                  | 19 de gener de 2011    |
| Mèxic                  | 18 de març de 1986     |
| Mònaco                 | 8 d'agost de 1996      |
| Montenegro             | 1 de març de 2007      |
| Marroc                 | 6 de setembre de 1993  |
| Països Baixos          | 15 de juliol de 1955   |
| Nova Zelanda           | 5 de febrer de 2002    |
| Noruega                | 15 de juliol de 1955   |
| Panamà                 | 29 de maig de 2002     |
| Paraguai               | 28 de juny de 2005     |
| Perú                   | 29 de gener de 2001    |
| Philippines            | 14 de juliol de 2010   |
| Polònia                | 29 de maig de 1984     |
| Portugal               | 15 de juliol de 1955   |
| Republic of Korea      | 20 d'agost de 1997     |
| North Macedonia        | 20 de setembre de 1993 |
| Romania                | 10 d'abril de 1991     |
| Rússia                 | 6 de desembre de 2001  |
| Serbia                 | 26 d'abril de 2001     |
| Slovakia               | 26 d'abril de 1993     |
| Slovenia               | 8 de juny de 1992      |
| South Africa           | 14 de febrer de 2002   |
| Espanya                | 15 de juliol de 1955   |
| Sri Lanka              | 27 de setembre de 2001 |
| Surinam                | 7 d'octubre de 1977    |
| Suècia                 | 15 de juliol de 1955   |
| Suïssa                 | 6 de maig de 1957      |
| Turquia                | 26 d'agost de 1955     |
| Ucraïna                | 3 de desembre de 2003  |
| Regne Unit             | 15 de juliol de 1955   |
| Estats Units           | 15 d'octubre de 1964   |
| Uruguai                | 27 de juliol de 1983   |
| Veneçuela              | 25 de juliol de 1979   |
| Vietnam                | 10 d'abril de 2013     |
| Zàmbia                 | 17 de maig de 2013     |

N'havien estat membres els estats avui desapareguts de Txecoslovàquia i Iugoslàvia.

## Oficina Permanent
L'Oficina Permanent és la secretaria de la Conferència i està situada a la Zona Internacional al costat de moltes altres organitzacions internacionals i missions diplomàtiques a la Haia. Compta amb oficines regionals situades a Buenos Aires i Hong Kong.